# District de Doda
Le district de Doda (ourdou : ضلع ڈوڈہ) est un district du territoire du Jammu-et-Cachemire, en Inde.

## Géographie
Au recensement de 2011, sa population compte 409 936 habitants.
Son chef-lieu est la ville de Doda. 